# Beachhandball-Nationalmannschaft der Männer der Vereinigten Arabischen Emirate
Die Beachhandball-Nationalmannschaft der Männer der Vereinigten Arabischen Emirate repräsentiert den Handball-Verband der Vereinigten Arabischen Emirate als Auswahlmannschaft auf internationaler Ebene bei Länderspielen im Beachhandball gegen Mannschaften anderer nationaler Verbände.
Ein weibliches Pendant mit der Beachhandball-Nationalmannschaft der Frauen der Vereinigten Arabischen Emirate ist bislang ebenso wenig ins Leben gerufen worden wie eine Nachwuchs-Nationalmannschaft.

## Geschichte
In den Vereinigten Arabischen Emiraten ist Beachhandball kaum verbreitet. Bislang wurde überhaupt erst einmal, im Jahr 2017, eine Nationalmannschaft aufgestellt. Zunächst nahm sie an den Dubai International Beach Handball Championship 2017 teil, später im Jahr an den Asienmeisterschaften 2017. Die Mannschaft verlor bei den kontinentalen Meisterschaften drei ihrer vier Vorrundenspiele, einzig gegen Saudi-Arabien wurde gewonnen, womit sich die Mannschaft gegen die Saudis für die weiteren Platzierungsspiele qualifizierte. Nach einer Niederlage gegen Taiwan und einem abschließenden Sieg über Usbekistan belegte die Mannschaft am Ende den siebten von neun Mannschaften.

## Teilnahmen
| World Games - 2001: nicht eingeladen - 2005: nicht eingeladen - 2009: nicht qualifiziert - 2013: nicht qualifiziert - 2017: nicht qualifiziert - 2022: nicht qualifiziert World Beach Games - 2019: nicht qualifiziert - 2023: nicht qualifiziert | Weltmeisterschaften - 2004: nicht qualifiziert - 2006: nicht qualifiziert - 2008: nicht qualifiziert - 2010: nicht qualifiziert - 2012: nicht qualifiziert - 2014: nicht qualifiziert - 2016: nicht qualifiziert - 2018: nicht qualifiziert - 2020: nicht qualifiziert - 2022: nicht qualifiziert | Asienmeisterschaften - 2004: keine Teilnahme - 2013: keine Teilnahme - 2015: keine Teilnahme - 2017: 7. - 2019: keine Teilnahme - 2022: keine Teilnahme - 2023: keine Teilnahme | Asian Beach Games - 2008: keine Teilnahme - 2010: keine Teilnahme - 2012: keine Teilnahme - 2014: keine Teilnahme - 2016: keine Teilnahme - 2023: |